# Élections fédérales canadiennes de 1935
L'élection fédérale canadienne de 1935 (soit la dix-huitième élection générale depuis la confédération canadienne de 1867) se déroule le 14 octobre 1935 afin d'élire les députés de la dix-huitième législature à la Chambre des communes du Canada. Le Parti libéral de William Lyon Mackenzie King remporte un gouvernement majoritaire, défaisant le Parti conservateur de R. B. Bennett.

## Contexte
L'enjeu principal de l'élection est l'économie, qui traverse toujours la Grande Dépression. Bennett, au pouvoir depuis l'élection de 1930, avait peu fait pour stimuler l'économie durant ses quelques premières années, croyant qu'une politique protectionniste de tarifs douaniers élevés et le commerce avec l'Empire britannique corrigeraient la situation. Dans les derniers mois de son mandat, il renverse sa position, toutefois, copiant le New Deal de Franklin Roosevelt aux États-Unis. Mécontents des taux élevés de chômage et l'inaction du gouvernement fédéral, les électeurs ne permettent pas aux conservateurs de continuer à gouverner malgré leur changement de politique.
Les conservateurs souffrent également de divisions internes graves. Au début de son mandat, Bennett s'est aliéné les membres de son parti qui prônaient une intervention de l'État dans l'économie ; sa conversion de dernière minute à l'interventionnisme enrage le reste de son parti. Henry Herbert Stevens, un ancien membre de son conseil des ministres, quitte le parti pour fonder le Parti de la reconstruction. Un autre ministre, sir Joseph Flavelle, annonce qu'il accorde son appui au Parti libéral.
Les électeurs optent pour la promesse de Mackenzie King de réformes modestes pour restaurer la santé de l'économie. Les libéraux écrasent les tories, remportant 171 sièges contre les 39 du Parti conservateur ; il s'agit de la deuxième plus mauvaise performance dans l'histoire du Parti conservateur. Le Parti libéral demeure au pouvoir jusqu'en 1957.
L'élection de 1935 est importante également parce qu'elle préside à la fin du Parti progressiste du Canada et des United Farmers of Alberta. Toutefois, deux nouveaux mouvements émergent de l'Ouest. La Co-operative Commonwealth Federation, un parti social-démocrate, présente des candidats pour la première fois lors de cette élection et remporte sept sièges avec des promesses de réforme sociale. Le Parti du Crédit social du Canada connaît encore plus de succès, récoltant dix-sept sièges avec son programme de réforme monétaire.

## Résultats

### Pays
|                                                                                 |                                        |                                |                     |        |        |              |               |         |          |
| Parti                                                                           | Parti                                  | Chef                           | Nombre de candidats | Sièges | Sièges | Sièges       | Voix          | Voix    | Voix     |
| Parti                                                                           | Parti                                  | Chef                           | Nombre de candidats | 1930   | Élus   | % Changement | nombre absolu | %       | ± %      |
|                                                                                 | Libéral                                | Mackenzie King                 | 245                 | 90     | 173    | +92,2 %      | 1 967 839     | 44,68 % | +0,65 %  |
|                                                                                 | Conservateur                           | R.B. Bennett                   | 228                 | 134    | 39     | -70,9 %      | 1 290 671     | 29,84 % | -18,48 % |
|                                                                                 | Crédit social                          | J.H. Blackmore                 | 46                  | *      | 17     | *            | 180 679       | 4,10 %  | *        |
|                                                                                 | FCC                                    | J. S. Woodsworth               | 121                 | *      | 7      | *            | 410 125       | 9,31 %  | *        |
|                                                                                 | Libéral-progressiste                   |                                | 5                   | 3      | 4      | +33,3 %      | 29 569        | 0,67 %  | -0,48 %  |
|                                                                                 | Reconstruction                         | H.H. Stevens                   | 172                 | *      | 1      | *            | 384 462       | 8,73 %  | *        |
|                                                                                 | Libéral indépendant                    | Libéral indépendant            | 24                  | -      | 1      |              | 54 239        | 1,23 %  | +0,86 %  |
|                                                                                 | Indépendant                            | Indépendant                    | 13                  | 2      | 1      | -50,0 %      | 17 207        | 0,39 %  | -0,16 %  |
|                                                                                 | United Farmers of Ontario-Travailliste |                                | 1                   | -      | 1      |              | 7 210         | 0,39 %  | +0,16 %  |
|                                                                                 | Conservateur indépendant               | Conservateur indépendant       | 4                   | -      | 1      |              | 1 078         | 0,02 %  | -0,24 %  |
|                                                                                 | Communiste                             | Tim Buck                       | 12                  | -      | -      | -            | 20 140        | 0,46 %  | +0,34 %  |
|                                                                                 | Travailliste                           |                                | 5                   | 2      | -      | -100 %       | 14 423        | 0,33 %  | -0,35 %  |
|                                                                                 | Progressiste-conservateur              |                                | 2                   | 1      | -      | -100 %       | 12 220        | 0,28 %  | -0,13 %  |
|                                                                                 | Verdun                                 |                                | 1                   | *      | -      | *            | 4,214         | 0,10 %  | *        |
|                                                                                 | Anti-communiste                        |                                | 1                   | *      | -      | *            | 3 961         | 0,09 %  | *        |
|                                                                                 | Inconnu                                | Inconnu                        | 3                   | -      | -      | -            | 3 407         | 0,08 %  | -0,11 %  |
|                                                                                 | Reconstructioniste indépendant         | Reconstructioniste indépendant | 1                   | *      | -      | *            | 865           | 0,02 %  | *        |
|                                                                                 | Technocrate                            |                                | 1                   | *      | -      | *            | 733           | 0,02 %  | *        |
|                                                                                 | Libéral-travailliste                   |                                | 3                   | -      | -      | -            | 708           | 0,02 %  | -0,17 %  |
|                                                                                 | Socialiste                             |                                | 1                   | *      | -      | *            | 251           | 0,01 %  | *        |
|                                                                                 | Travailliste indépendant               | Travailliste indépendant       | 1                   | -      | -      | -            | 221           | 0,01 %  | -0,41 %  |
|                                                                                 | Vétéran                                |                                | 1                   | *      | -      | *            | 79            | x       | *        |
| Total                                                                           | Total                                  | Total                          | 891                 | 245    | 245    | -            | 4 404 301     | 100 %   |          |
| Sources : http://www.elections.ca — Historique des circonscriptions depuis 1867 |                                        |                                |                     |        |        |              |               |         |          |

Notes :
* Le parti n'a pas présenté de candidats lors de l'élection précédente
x - moins de 0,005 % des suffrages

### Par province
| Parti                                 | Parti                          | Parti        | C-B  | AB   | SK   | MB   | ON   | QC   | N-B  | N-É  | ÎPE  | YK   | Total |
| ------------------------------------- | ------------------------------ | ------------ | ---- | ---- | ---- | ---- | ---- | ---- | ---- | ---- | ---- | ---- | ----- |
|                                       | Libéral                        | Sièges :     | 6    | 1    | 16   | 10   | 56   | 59   | 9    | 12   | 4    | -    | 173   |
|                                       | Libéral                        | Voix (%) :   | 31,8 | 21,6 | 40,8 | 31,7 | 42,2 | 56,0 | 57,2 | 52,7 | 58,3 | 44,4 | 44,7  |
|                                       | Conservateur                   | Sièges :     | 5    | 1    | 1    | 1    | 25   | 5    | 1    | -    | -    |      | 39    |
|                                       | Conservateur                   | Voix :       | 24,9 | 17,6 | 18,0 | 27,9 | 35,8 | 27,5 | 31,9 | 34,5 | 38,4 |      | 29,8  |
|                                       | FCC                            | Sièges :     | 3    | -    | 2    | 2    | -    | -    |      |      |      |      | 7     |
|                                       | FCC                            | Voix :       | 32,7 | 12,0 | 21,3 | 19,4 | 8,0  | 0,6  |      |      |      |      | 8,8   |
|                                       | Crédit social                  | Sièges :     | -    | 15   | 2    | -    |      |      |      |      |      |      | 17    |
|                                       | Crédit social                  | Voix :       | 0,6  | 46,6 | 17,8 | 2,0  |      |      |      |      |      |      | 4,1   |
|                                       | Libéral-progressiste           | Sièges :     |      |      |      | 4    |      |      |      |      |      |      | 3     |
|                                       | Libéral-progressiste           | Voix :       |      |      |      | 10,5 |      |      |      |      |      |      | 0,7   |
|                                       | Reconstruction                 | Sièges :     | 1    | -    | -    | -    | -    | -    | -    | -    | -    |      | 2     |
|                                       | Reconstruction                 | Voix :       | 7,3  | 0,7  | 1,3  | 5,9  | 11,4 | 9,3  | 9,7  | 12,7 | 3,4  |      | 8.7   |
|                                       | Libéral indépendant            | Sièges :     |      |      |      | -    | -    | 1    | -    | -    |      |      | 1     |
|                                       | Libéral indépendant            | Voix :       |      |      |      | 0,2  | 0,6  | 3,8  | 0,4  | 3    |      |      | 1,2   |
|                                       | Indépendant                    | Sièges :     | 1    |      |      | -    | -    | -    | -    |      |      |      | 1     |
|                                       | Indépendant                    | Voix :       | 1,8  |      |      | 0,1  | 0,2  | 0,7  | 0,8  |      |      |      | 0,4   |
|                                       | UFO-Travailliste               | Sièges :     |      |      |      |      | 1    |      |      |      |      |      | 1     |
|                                       | UFO-Travailliste               | Voix :       |      |      |      |      | 0,5  |      |      |      |      |      | 0.2   |
|                                       | Conservateur indépendant       | Sièges :     |      |      |      |      |      | -    |      |      |      | 1    | 1     |
|                                       | Conservateur indépendant       | Voix :       |      |      |      |      |      | xx   |      |      |      | 55,6 | xx    |
| Total sièges                          | Total sièges                   | Total sièges | 16   | 17   | 21   | 17   | 82   | 65   | 10   | 12   | 4    | 1    | 245   |
| Partis n'ayant remporté aucun siège : |                                |              |      |      |      |      |      |      |      |      |      |      |       |
|                                       | Communiste                     | Voix :       | 0,5  | 1,1  | 0,8  | 0,7  | 0,5  | 0,3  |      |      |      |      | 0,5   |
|                                       | Farmer-travailliste            | Voix :       | 0,3  |      |      |      | 0,5  | 0,5  |      |      |      |      | 0,3   |
|                                       | Progressiste-conservateur      | Voix :       |      |      |      | 0,5  |      | 0,7  |      |      |      |      | 0,1   |
|                                       | Verdun                         | Voix :       |      |      |      |      |      | 0,4  |      |      |      |      | 0,1   |
|                                       | Anti-communiste                | Voix :       |      |      |      |      | 0,2  |      |      |      |      |      | 0,1   |
|                                       | Inconnu                        | Voix :       |      |      |      |      | 0,x  | 0,x  |      |      |      |      | 0,1   |
|                                       | Reconstructioniste indépendant | Voix :       |      |      |      |      |      | 0,1  |      |      |      |      | xx    |
|                                       | Technocrate                    | Voix :       |      | 0,3  |      |      |      |      |      |      |      |      | xx    |
|                                       | Libéral-travailliste           | Voix :       |      |      |      |      |      | 0,1  |      |      |      |      | xx    |
|                                       | Socialiste                     | Voix :       | 0,1  |      |      |      |      |      |      |      |      |      | xx    |
|                                       | Travailliste indépendant       | Voix :       |      |      |      |      |      | 0,x  |      |      |      |      | xx    |
|                                       | Vétéran                        | Voix :       |      |      |      |      |      | 0,x  |      |      |      |      | xx    |

- xx - moins de 0,05 % des suffrages